# Pādarvand-e Vosţá
Pādarvand-e Vosţá (persiska: بادِروَندِ وُسطَى, پادروند وسطى, Bādervand-e Vosţá) är en ort i Iran.   Den ligger i provinsen Lorestan, i den västra delen av landet, 500 km sydväst om huvudstaden Teheran. Pādarvand-e Vosţá ligger 1 096 meter över havet och antalet invånare är 560.
Terrängen runt Pādarvand-e Vosţá är varierad. Runt Pādarvand-e Vosţá är det ganska glesbefolkat, med 50 invånare per kvadratkilometer. Närmaste större samhälle är Darreh Shahr, 17,9 km söder om Pādarvand-e Vosţá. Omgivningarna runt Pādarvand-e Vosţá är i huvudsak ett öppet busklandskap.